# Boyden Gate
Pour les articles homonymes, voir Boyden.
Boyden Gate est un village situé dans le civil parish de Chislet dans le Kent, en Angleterre.